# Rock das 'Aranha'
Rock das 'Aranha' é uma canção composta por Cláudio Roberto Andrade de Azevedo e Raul Seixas, tendo sido gravada em 1980 nos Estúdios CBS, no Rio de Janeiro, e lançada como parte do décimo álbum de estúdio do cantor e compositor baiano, Abre-te Sésamo, pela gravadora Discos CBS, em outubro de 1980. A canção contém uma letra com conotação sexual cantada sobre harmônia e melodia típicas do rock and roll e do rockabilly, tendo sido alvo de censura na época de seu lançamento por motivos morais, resultando na proibição de sua execução em programas de rádio e televisão. Apesar disso, tornou-se em uma das canções mais conhecidas do artista brasileiro, tendo sido lançada uma versão ao vivo no disco Raul Vivo.

## Antecedentes, gravação e produção
Após o lançamento de seu último álbum de estúdio pela WEA, Raul Seixas teve seu contrato rescindido no início de 1980 pela gravadora devido às baixas vendagens de seus dois últimos discos - Por Quem os Sinos Dobram, de 1979, e Mata Virgem, de 1978. Assim, o cantor resolveu voltar às origens e entrou em contato com seu antigo parceiro quando era produtor musical no início da década de 1970, Mauro Motta. Raul conseguiu um contrato de gravação e começou a compor o disco, reatando a parceria com Cláudio Roberto. Em uma das sessões de gravação, musicou uma letra que Cláudio Roberto tinha feito de brincadeira e surgiu "Rock das 'Aranha'". O letrista não pensava que Raul fosse gravar a música de verdade e ela acabaria trazendo problemas: a canção foi censurada por razões morais e o cantor pediu pra que a gravadora recorresse diversas vezes, até ver a sua liberação para fazer parte do disco, em 27 de junho, mas com a proibição de sua execução em programas de rádio e televisão. Assim, o disco com a música acabou sendo lançado em outubro de 1980.

## Resenha musical
A canção fala metaforicamente de sexo e lesbianismo, referindo-se ao órgão genital masculino como "cobra" e ao órgão genital feminino como "aranha". As intenções dos compositores com a música ainda divide público e crítica. Parte acredita que a canção traz uma mensagem misógina e chauvinista representando o que o cantor baiano realmente pensava sobre a homossexualidade. Outros pensam que é apenas um deboche e uma canção feita para testar os limites da abertura política anunciada pela ditadura militar brasileira, tema do disco em que a canção se encontra. Kika Seixas, esposa de Raul à época, é da primeira opinião. Edy Star, parceiro de Raul na Sociedade da Grã-Ordem Kavernista, tem opinião oposta: Raul e ele sempre fizeram brincadeiras um com o outro, mas Raul sempre tratou-o com igualdade e respeito.

## Controvérsias
"Nem me detenho em reanalisar a letra da música, quer pela indigência de sua estrutura, quer, sobretudo, pelo seu sentido inequívoco, inexorável e renitentemente pornográfico, mas também não fujo à tentação, como crítico, de declarar meu espanto ante tão baixa qualidade da peça assinada por Raul Seixas, um compositor que já fez tantas coisas de qualidade. Enfim, tamanha indigência, Raul jamais se deveria permitir.
Como, no entanto, ele se permitiu, vamos respeitar-lhe o direito, a liberdade de fazer até lixo desse nível. No entanto, preservamos igualmente o direito de quem quiser ouvi-lo.
Portanto, sou pela liberação da música "Rock das aranhas" (na verdade, "aranha", no singular), ficando contudo restrita sua veiculação aberta, ou seja, através das emissoras de rádio e televisão."
(trecho do parecer liberando a canção)

Ricardo Cravo Albin
Na época de sua gravação, a canção foi alvo de controvérsia devido ao tema altamente sexual conotado pela letra, com referências camufladas aos órgãos sexuais masculino e feminino, bem como com uma reprovação debochada da prática do lesbianismo. Apesar de não abordar diretamente sexo, as metáforas utilizadas são bastante óbvias para quem escute a canção. Por este motivo, a música foi censurada pela Divisão de Censura de Diversões Públicas, um órgão vinculado à Polícia Federal durante a ditadura militar brasileira, alegando que o conteúdo pornográfico da letra era inequívoco e que a canção era de baixa qualidade estilística. Nas palavras do censor, a letra era de "baixo nível e imprópria para o gênero proposto". Após diversos recursos da gravadora a pedido do cantor baiano, a música foi finalmente liberada pelo Conselho Superior de Censura com parecer de Ricardo Cravo Albin, permitindo que a canção constasse no disco, vedando, entretando, sua execução pública.
Outra controvérsia da qual a canção foi objeto é a sua semelhança com a música "Killer Diller", lançada em 1958 pelo cantor de R&B Jimmy Breedlove. Tanto melodia quanto harmonia são idênticas, mudando-se apenas a letra e o tema da canção. O próprio Raul Seixas confessaria que a canção é um plágio da outra música do cantor americano em entrevista posterior. Esta canção é o caso mais conhecido de "coincidências musicais" nas canções do compositor baiano conhecido por homenagear ídolos e realizar versões de músicas estrangeiras sem indicar a canção original ou dar créditos para os compositores. Alguns justificam este procedimento de Raul que havia, desse modo, tornado mais conhecidas canções que não obtiveram grande execução em solo nacional. Entretanto, é inegável que a prática trouxe problemas - até legais - para o compositor baiano, danificando, inclusive, sua imagem de compositor.

## Créditos

### Músicos
- Guitarra elétrica: Celso Blues Boy e Rick Ferreira
- Baixo: Paulo César Barros e Luizão Maia
- Bateria: Mamão

### Ficha técnica
- Direção artística: Mauro Motta e Adalberto Ribeiro
- Produção: Mauro Motta e Raul Seixas
- Arranjos de orquestra: Miguel Cidras
- Arranjos de base: Raul Seixas e Celso Blues Boy
- Técnicos de som: Eugênio de Carvalho, Manoel Magalhães, Ney e Élio Gomes
- Mixagem: Eugênio de Carvalho e Manoel Magalhães
- Montagem: Alencar
- Arte: Géu
- Fotos: Frederico Mendes

## Outras versões
A canção foi alvo de versões pela banda Ultraje a Rigor em sua coletânea musical O Mundo Encantado do Ultraje a Rigor, de 1992; pelo grupo Camisa de Vênus em seu álbum ao vivo Plugado!, de 1995; e pelo conjunto O Terço em seu álbum Tributo a Raul Seixas, de 1999.